# 1700年卡斯凯迪亚地震

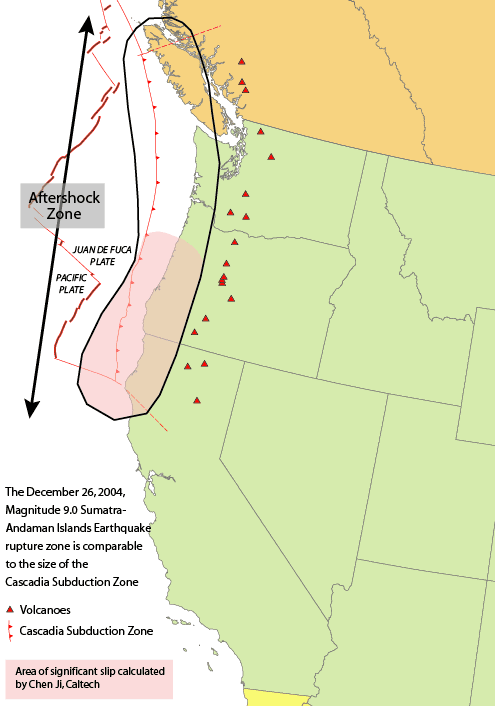
卡斯凯迪亚隱沒帶

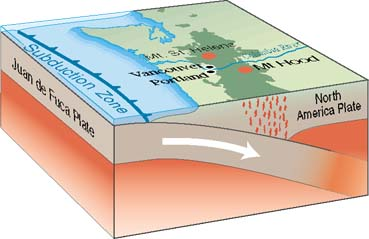
胡安德富卡（Juan de Fuca）板塊在卡斯卡迪亞（Cascadia）隱沒帶之處沉入北美板塊的下方。

1700年卡斯凯迪亚地震是指1700年发生在卡斯凯迪亚隱沒帶的一场矩震級為8.7到9.2的大型逆衝區地震。这场地震源于太平洋下的胡安·德富卡板块，该板块起于加拿大西南部不列颠哥伦比亚的溫哥華島中部，沿著太平洋西北地区海岸伸展。这场地震也造成的断层长度约为1,000公里，平均落差约20公尺。
这场地震也還造成了袭击日本沿岸的巨大海啸，同时也很有可能是俄勒冈州著名地质结构众神之桥的原因。

## 证据
这次地震发生在1700年1月26日太平洋标准时间21:00（新历）左右。虽然没有直接的书面震动记录。但从日本的海啸记录中推断出了地震发生的时间。而且通过推测海啸高度与所对应的位置，得出这次海啸与其他环太平洋地震并无关联。并通过计算日本东海岸的海啸波幅，得出这次地震的震级为Mt 9.0。大多数海啸记录来自岩手县。
将日本海啸和太平洋西北地区地震联系起来的最重要线索来自对树木年轮（树轮年代学）的研究，这些研究表明，俄勒冈州和华盛顿州的几个红杉“鬼树林”。 地震引发的海啸将沿海森林压入海水死亡，而这些死亡的树木中，其最外层的生长年轮显示，树木最晚形成于1699年，也就是海啸前的最后一个生长季节。这既包括内陆的树木林，比如华盛顿州科帕里斯河上的一片林地，也包括现在在海洋表面下只有在退潮时才会露出来的树桩。这表明，这次地震规模较大，引发的海啸颇高。
这些地点的沉积物也支持这次地震的存在。来自海底的岩芯样本，以及太平洋海岸西北部一些可能由地震引起的山体滑坡的碎片样品也支持了这一事件的发生。该地区的考古研究发现了大约在1700年左右被淹没和废弃的几个沿海村庄的证据。

## 文化研究
当这次地震发生时，卡斯凯迪亚地区（今天的温哥华岛，不列颠哥伦比亚省，华盛顿州西部，俄勒冈州和北加利福尼亚州）对欧洲人来说几乎是未知的，但它绝不是无人居住的。许多原住民团体都有关于剧烈摇晃、建筑物损坏、大洪水造成的海浪和人员死亡的口述历史。
根据Huu-ay-aht原住民的口述历史，地震发生时，人们正准备睡在{现在的温哥华岛)的长屋里。地震持续了半分多钟，许多长屋都陷进了沙子里。随后的海啸浪高估计超过15米，淹没了 温哥华岛和其他沿海村庄。居住在在温哥华岛的600多人中只有1人生还，总共有7个村庄被摧毁。只有村幸存了下来，因为它位于帕切纳湾海报23米的高地上。
坐落在今不列颠哥伦比亚省邓肯市附近的考伊昌部落原住民描述了一场夜间地震，“从山上带下了大量的岩石。一个村庄被山体滑坡完全掩埋。人们既不能站立也不能坐着等待地球的极端运动”。
一些口头报告描述了今天所谓的华盛顿州奥林匹克半岛上的一场大“洪水”（实为海啸）。沿着现在俄勒冈州南部的海岸线，美洲原住民口述其为一场“巨大的海啸，当时海平面上升，巨大的海浪席卷并席卷整个陆地。树木被连根拔起，村庄被夷为平地。(人们)说，他们把他们的独木舟绑在树顶后，一些独木舟却被撕开并冲走了。海啸过后，他们发现树顶上到处都是树枝和垃圾。大洪水和海啸撕裂了土地，改变了河道。没有人知道多少(人)因此丧生。”

## 未来的威胁

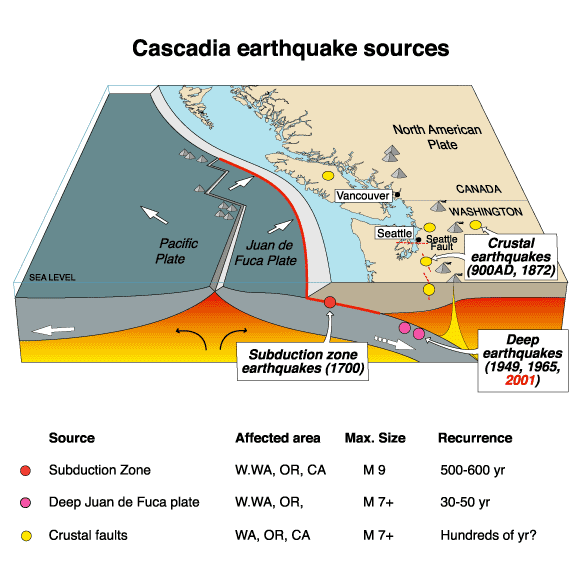
卡斯凯迪亚地震源

地質記錄顯示，卡斯凯迪亚隱沒帶平均大約每500年就會發生8級或以上的大地震，並常伴隨海嘯。 有證據顯示至少有 13 次事件，間隔時間為 300 至 900 年，平均為 570-590 年。
從1700年地震、2004年印度洋大地震、2011年日本東北地震和海嘯中可以看出，隱沒帶地震可能引發大海嘯，該地區許多沿海地區都已準備好海嘯疏散計劃，以應對未來可能發生的卡斯卡迪亞地震。 然而，附近的主要城市，特別是西雅圖、波特蘭、溫哥華、維多利亞和塔科馬，這些城市位於內陸水道而不是沿海，將免受海嘯的全面衝擊。這些城市確實有許多脆弱的建築，尤其是橋樑和未加固磚塊的磚房； 因此，城市遭受的大部分損害可能來自地震本身。 一位專家斷言，西雅圖的建築物甚至不足以承受1906年舊金山大地震 7.9 級地震的規模，更不用說更強大的地震了。
聯邦緊急事務管理署(FEMA)X區負責俄勒岡州、華盛頓州、愛達荷州和阿拉斯加州的部門負責人肯尼斯·墨菲(Kenneth Murphy) 表示："我們的操作假設是5號州際公路以西的所有地區都將陷入困境。"

## 其它板塊隱沒帶地震
其他类似的大型逆衝區地震包括：
- 1960年智利大地震，矩震級9.5
- 1964年阿拉斯加耶穌受難日地震，矩震級9.2
- 2004年印度洋大地震，矩震級9.3
- 2010年智利大地震，矩震級8.8
- 2011年日本東北地方太平洋近海地震，矩震級9.1等等。

### 概论
- Repository of information on the Cascadia earthquake
- USGS on the Cascadia earthquake
- 300th anniversary article

### 美洲原住民与日本的记录
- native legends (Word document)[]
- Native American Legends of Tsunamis in Pacific NW（页面存档备份，存于）
- Japanese tsunami descriptions（页面存档备份，存于）
- Science Daily on the Cascadia Earthquake & Japanese evidence（页面存档备份，存于）

### 当前危害
- Lessons from surviving a tsunami（页面存档备份，存于）
- Seattle scenario description
- Perilous Situation（页面存档备份，存于）